# 真田五郎
真田 五郎（さなだ ごろう、1944年8月3日 - ）は、日本の男性俳優、声優。東京都出身。

## 来歴
早稲田大学卒業。
劇団手織座劇団員出身。プロダクション・タンク所属。

## 人物
特技は狂言（30年）、日本舞踊。趣味は工作。

## 出演作品（俳優）

### テレビドラマ
- 大河ドラマ
  - 竜馬がゆく（1968年）
  - 新・平家物語（1972年）　
  - 国盗り物語（1973年） - 僧侶
  - 勝海舟（1974年） - 三条実美
  - 元禄太平記（1975年） - 矢野
  - 風と雲と虹と（1976年） - 武芝の郎党
  - 花神（1977年） - 飯田正伯
  - 黄金の日日（1978年） - 役人
  - 獅子の時代（1980年） - 私学校生徒
  - 峠の群像（1982年）
  - 山河燃ゆ（1984年）
  - 春の波涛（1985年） - 杉田定一
  - 秀吉（1996年） - 清水宗治
  - 徳川慶喜（1998年） - 野宮定功
  - 西郷どん（2018年）
- 朱鷺の墓（1970年、NHK）
- みんなで7人（1972年、TBS）
- 太陽にほえろ! （東宝/日本テレビ）
  - 第180話「決別」（1975年12月26日）
  - 第289話「殿下と少年」（1978年2月10日）
  - 第349話「見知らぬ乗客」（1979年4月6日）
- 君恋し 第37話（1976年、TBS）
- 特別機動捜査隊 （NET） 
  - 第784話「ドキュメント逃亡」（1976年） - 刑事C
  - 第798話「大都会の魔手」（1977年） - 中丸一郎
- 新選組始末記 第8話（1977年、MBS）
- 岸辺のアルバム 第13話（1977年、TBS） - 駅員
- 男たちの旅路 第3部 第3話「別離」（1977年12月3日、NHK）
- 大空港 （1979年、フジテレビ）
  - 第27話「罠には罠を」
  - 第31話「地下水道の銃撃戦! 死の逃亡者」 - 医師
  - 第58話「慟哭する加賀警視 たとえ花びらは散っても!」
- 半七捕物帳 第25話「十五夜御用心」（1979年9月18日、テレビ朝日）
- ザ・ハングマン 燃える事件簿 第14話（1980年2月20日、朝日放送）
- 噂の刑事トミーとマツ 第28話「トミーびっくり、マツの変身」（1980年5月7日、TBS） - 医師
- 日立スペシャル「昭和史のなかの家族 空よ海よ息子たちよ」（1981年2月23日、TBS）
- Gメン'75（TBS）
  - 第50話「湯の町午前０時の殺人」（1976年）
  - 第73話「バカ!大人のバカ!!」（1976年）
  - 第353話「白衣の天使 連続殺人事件」（1982年、TBS）−今井刑事
- 妻は告白する（1983年4月23日、TBS）
- くれない族の反乱 第6話（1984年、TBS）
- 特捜最前線 第385話「新幹線出張殺人!」（1984年10月10日、テレビ朝日）
- 殺意の通路（1991年1月15日、日本テレビ）
- 春よ、来い 第一部・第95話（NHK）
- ひまわり 第90、91、96、121話（1996年、NHK）
- 憲法はまだか 第一部（1996年11月30日、NHK）
- あぐり 第151話（1997年、NHK）
- エステサロン白い肌殺人事件(1)（1997年、テレビ朝日）
- 大岡越前【第15部】第3、8話（1998年、TBS） - 三河屋
- 水戸黄門【第27部】第3話「夫婦で織った紙の布・白石」（1999年、TBS） - 奥州屋
- おばあさんの反乱 遺産はだれのモノ?（2005年1月9日、テレビ朝日） - 元の民生委員・小嶋
- 月曜ゴールデン 弁護士 一之瀬凛子・3（2010年12月6日、TBS）
- チーム・バチスタ3 アリアドネの弾丸 第1話「心不全トリックの謎」（2011年、フジテレビ）
- シニカレ（2012年、フジテレビ）
- ほんとにあった怖い話 夏の特別編「Xホスピタル」（2013年8月17日、フジテレビ）
- 月曜ミステリーシアター ペテロの葬列 第3話「悪が生まれた瞬間…」（2014年、TBS）

### 映画
- テルマエ・ロマエ（2012年） - ローマ人の声
- ラストレシピ〜麒麟の舌の記憶〜（2017年） - 辰巳金太郎

### 再現VTR
- 美の巨人たち（テレビ東京）

### 舞台
- 「愛の凄鬼」（八田尚之作）
- 「櫻の園」（チェーホフ作　中本信幸訳・演出）
- 「人間の最後の誇り」（芸術祭優秀賞）
- 「はなれ瞽女おりん」（水上勉作　早野寿郎演出）

### 狂言
- 「朝比奈」
- 「末広かり」
- 「節分」
- 「那須」
- 「武悪」

## 出演作品（声優）

### テレビアニメ
- NARUTO -ナルト- 疾風伝（2010年 - 2014年、役の行者、村長、日向の長老〈3代目〉）
- 名探偵コナン（2011年 - 2016年、おじいさん、長田誠之助、寅谷栄作）
- LUPIN the Third -峰不二子という女-（2012年、梟頭B[5]）
- ぎんぎつね（2013年、神尾藤悟）
- くまみこ（2016年、村人）
- 夏目友人帳 伍（2016年、名取の祖父）
- バジリスク 〜桜花忍法帖〜（2018年、住職）
- BORUTO-ボルト- NARUTO NEXT GENERATIONS（2019年、奈良エンチュウ）
- ドラえもん（テレビ朝日版第2期）（2019年、新聞屋さん）

### 劇場アニメ
- とある飛空士への追憶（2011年、庭師）

### ゲーム
- The Elder Scrolls V: Skyrim（2011年、エズバーン）

### BLCD
- 抱かれたい男1位に脅されています。2巻（中多孝三郎）

### 吹き替え

#### 映画
- アウェイク（牧師1〈リチャード・トムセン〉）
- インセプション（老人）※テレビ朝日版
- インターステラー（老人2）
- 英国王のスピーチ（ジョージ5世〈マイケル・ガンボン〉）
- エマ 〜恋するキューピッド〜（ヘンリー・ウッドハウス）
- カウボーイ & エイリアン（ブロンク）
- キャプテン・アメリカ/ザ・ファースト・アベンジャー（軍高官）
- キラー・エリート（司令官〈ニック・テイト〉）
- グッドライアー 偽りのゲーム（ロイ・コートネイ〈イアン・マッケラン〉[6]）
- グッドラック・チャーリー/ザ・ムービー（スタン）
- グラウンド・ゼロ
- サンザシの樹の下で（村長）
- シラノ・ド・ベルジュラック（カルボン・ド・カステル＝ジャルー〈ピエール・マグロン〉）※BD収録
- G.I.ジョー バック2リベンジ（カーヴィル）
- SUPER8/スーパーエイト（ブレイクリー〈ジャック・アクセルロッド〉）
- ツーリスト
- トランスフォーマー/ダークサイド・ムーン（老科学者②）
- ビースト・ストーリー 選ばれし勇者（ジョン〈スティーヴン・マクハティ〉）
- ヒューゴの不思議な発明（動く写真の呼び込み）
- 引き裂かれたカーテン（農場主〈モート・ミルズ〉）※BD収録
- マイファミリー・ウェディング
- マリリン 7日間の恋（オーウェン・モアスヘッド〈デレク・ジャコビ〉）
- ミレニアム ドラゴン・タトゥーの女
- ヤング≒アダルト（デビッド・ゲイリー〈リチャード・ベキンス〉）
- ラム・ダイアリー（ウルズリー）
- ライラの冒険 黄金の羅針盤（第一評議員〈クリストファー・リー〉）※テレビ朝日版
- ローマ法王の休日（グレゴリー枢機卿〈レナート・スカルパ〉）
- ロシアン・ルーレット（シュレンドルフ〈ベン・ギャザラ〉）

#### ドラマ
- アンフォゲッタブル 完全記憶捜査
- アンダーカバー・ボス2 社長潜入調査
- ERXV緊急救命室 #14（オリバー・コンスティン〈ランス・ハワード〉）
- キング 〜Two Hearts（ナミル）
- ギルモア・ガールズ
- グッド・ワイフ（デヴィッド・リー弁護士〈ザック・グルニエ〉）
  - The Good Fight/ザ・グッド・ファイト（デヴィッド・リー弁護士〈ザック・グルニエ〉）
- クリミナル・マインド FBI行動分析課
  - シーズン5（オースティン・チャップマン〈ネッド・シュミッケ〉）
  - シーズン6 #10（ウィリアム・ヘラー監督特別捜査官〈クリストファー・クリーサ〉）
- グレイズ・アナトミー
- クローザー
- ザ・ケープ 漆黒のヒーロー
- ザ・ホワイトハウス
- CSI:10 科学捜査班（ジョージ・アンダーソン）
- CSI:ニューヨーク8
- 水滸伝 All Men Are Brothers（金大堅、蔡京）
- スキャンダル2 託された秘密（メルビン・フィーン〈サム・アンダーソン〉）
- 続ハリーズ・ロー 法律事務所
- パワーレンジャー・S.P.D.（フィル〈マイケル・サックセット〉）
- テロワール（イ・ムガン）
- デスパレートな妻たち5
- トキメキ☆成均館スキャンダル（イ・ジョンム）
- 24 -TWENTY FOUR- リブ・アナザー・デイ（ジェームズ・ヘラー大統領〈ウィリアム・ディヴェイン〉）
- ナイトライダー NEXT（ヨースト博士）
- PERSON of INTEREST 犯罪予知ユニット
- HAWAII FIVE-0（カーヴァー〈ブルース・デイヴィソン〉、ビリングス〈ピーター・フォンダ〉）
- HAWAII FIVE-0 シーズン3（モーティ・サッパースティン〈シェリー・バーマン〉）
- 犯罪捜査官アナ・トラヴィス（ラドクリフ）
- 光と影（カン・マンシク）
- ビッグバン★セオリー/ギークなボクらの恋愛法則（アーサー・ジェフリー〈ボブ・ニューハート〉）※2代目
- ファルコン&ウィンター・ソルジャー
- 弁護士イーライのふしぎな日常
- ボードウォーク・エンパイア 欲望の街（エディ・ケスラー〈アンソニー・ラチューラ〉）
- ミス・マープル5 蒼ざめた馬（ブラッドリー）
- ミディアム 霊能者アリソン・デュボア（ドナルド・ケッシンジャー〈ウィリアム・シャラート〉）
- 名探偵ポワロ ※NHK版
  - 死との約束
  - 第三の女
  - マギンティ夫人は死んだ
- THE MENTALIST メンタリストの捜査ファイル
  - シーズン2 #2、シーズン3 #18（シュタイナー検視官〈ジョージ・ワイナー〉）
  - シーズン2 #15
- リゾーリ&アイルズ2
- ローマ警察殺人課アウレリオ・ゼン 3つの事件
- LAW & ORDER:性犯罪特捜班（ウォルター・ブラッドリー判事〈ピーター・マクロビー〉）
- 私はラブ・リーガル（フランク・ウォルターズ）
- 私はラブ・リーガル4（サイラス・マックスウェル判事〈ブルース・デイヴィソン〉）

#### アニメ
- ゆかいなみつばちファミリー

### ボイスオーバー
- ノアの大洪水（ナショナルジオグラフィックチャンネル）
- BS世界のドキュメンタリー（NHK-BS1）